# Mordellistena fuscata
Mordellistena fuscata är en skalbaggsart som först beskrevs av Melsheimer 1845.  Mordellistena fuscata ingår i släktet Mordellistena och familjen tornbaggar. Inga underarter finns listade i Catalogue of Life.